# 小橋工業
 小橋工業（こばしこうぎょう）は、岡山市に本社を置く農業機械メーカーである。1910年（明治43年）創業。R&I中堅企業格付けで「aaa（トリプルa）」を取得（2007年）

## 概要
1910年（明治43年）10月、岡山県児島郡興除村大字中疇六八四番地で、創業者小橋勝平が鍛冶屋を開業。1960年（昭和35年）9月、小橋工業株式会社を設立。1964年（昭和39年）、
大型トラクター用ロータリーを開発（国内初）。 1980年（昭和55年）、小橋照久社長が黄綬褒章を受章。2002年（平成14年）、サイバーハロー（180度折りたたみ代かき）を発売。2006年（平成18年）、ガイア（オートあぜ塗り機）を発売。 2007年（平成19年）6月30日、R&I（格付投資情報センター）中堅企業格付けで「aaa（トリプルa）」を取得。 2008年（平成20年）、創造館（新開発棟）を竣工。2011年（平成23年）、アース（土のつかないローター）を発売。 2016年（平成28年）10月17日、社長交替による新体制が発足。2017年（平成29年）7月31日、ミドリムシの培養プールが完成し、稼働。2018年（平成30年）4月1日、東京都墨田区のセンターオブガレージ に研究開発拠点を開設 5月8日、センサー付きの代かき機に加えて専用のアプリを開発し、発売。 アグリホールディングスに出資。5月25日、「KAKAXI」を開発する米Kakaxi社との間で、資本業務提携を締結。

## 製品

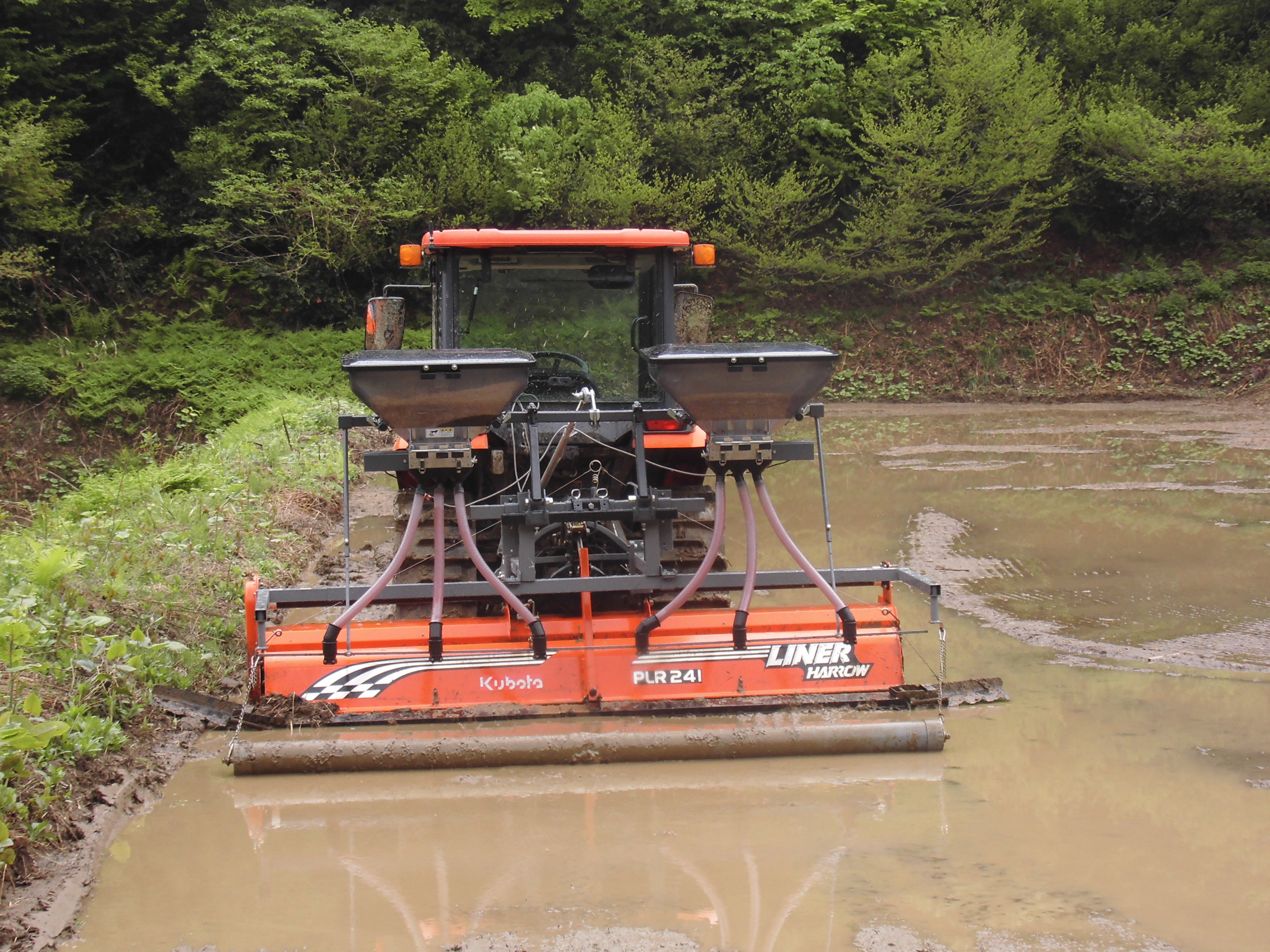
ライナーハローPLR241
無コーティング代かき同時湛水直播実証試験
南魚沼市清水西谷後（2017.6.01）

- 代掻き・センサー付きの代かき機・専用アプリ
  - バディーハロー
  - ライナーハロー
  - サイバーハロー
- あぜ塗り
  - ガイア
  - あぜローター
- 耕うん・砕土・整地
  - ツーウェーローター
  - ローター
  - アップカットローター
  - ディスクローター
  - 深耕ローター
- 排水・整地
  - 溝堀機
  - ドレーナ
- 管理
  - 中耕ディスク
  - 中耕ローター
  - フレールモアー
  - 残幹チョッパー
- 野菜収穫
  - ねぎ収穫機

## 営業所
- 北海道営業所（北海道上川郡鷹栖町8線西2号6番）
- 東北営業所（岩手県北上市村崎野13地割35-1）
- 新潟営業所（新潟県上越市安江477-1）
- 関東営業所（栃木県芳賀郡芳賀町芳賀台47-1）
- 岡山営業所（岡山県岡山市北区大内田727）
- 九州営業所（熊本県上益城郡益城町広崎1586-8）